# William Herbert, 2. Earl of Pembroke
William Herbert, 2. Earl of Pembroke (* um 1455; † 16. Juli 1490) war ein englischer Adliger walisischer Herkunft.

## Herkunft
Er wurde zwischen 1451 und 1460 als ältester legitimer Sohn von William Herbert, 1. Earl of Pembroke und dessen Frau Anne Devereux geboren. Sein Vater war einer der engsten Vertrauten von König Eduard IV. Er wurde von seiner Mutter zusammen mit dem jungen Henry Tudor, 2. Earl of Richmond in Raglan Castle, dem Sitz seiner Familie, erzogen. Er wurde um 1465 zum Knight Bachelor geschlagen und auf Betreiben seines Vaters mit Dunster Castle in Somerset belehnt. Im September 1466 heiratete er Mary Woodville, die Tochter des Richard Woodville, 1. Earl Rivers und Schwester der Queen Consort Elizabeth Woodville.

## Leben
Nach der Hinrichtung seines Vaters 1469 nach der verlorenen Schlacht von Edgecote Moor erbte er dessen Ländereien, Titel und die Ansprüche auf seine teils vererbbaren Ämter, wie die des Justiciars von Carmarthenshire und Cardiganshire in Wales. Nach der Schlacht von Barnet 1471, deren Sieg die Herrschaft von König Eduard IV. wiederherstellte, zog er zusammen mit dem König in London ein. Er erhielt jedoch vom König nur geringe Belohnungen, so dass sich das Verhältnis zwischen ihm und dem König verschlechterte. 1475 begleitete er den König auf dessen erfolglosen Feldzug nach Frankreich. Nach der Rückkehr nach England erlaubte ihm der König, das Erbe seines Vaters anzutreten. Herbert hatte jedoch nicht die Ausstrahlung und die Fähigkeiten seines Vaters, so dass er nicht die Stellung seines Vaters erreichte, der wie ein Vizekönig für Eduard IV. in Wales geherrscht hatte. Die Macht, die sein Vater ausgeübt hatte, ging schließlich auf einen neu eingerichteten Rat des Prince of Wales über, und am 4. Juli 1479 musste Herbert zugunsten der Krone auf seinen Titel Earl of Pembroke verzichten, der Edward, Prince of Wales, dem ältesten Sohn des Königs übertragen wurde. Als Entschädigung wurde Herbert der – weniger bedeutende – Titel eines Earl of Huntingdon verliehen.
Zu Eduards Bruder und Nachfolger, König Richard III., hatte Herbert wieder bessere Beziehungen. 1483 stellte er in Südwales Truppen zur Niederschlagung der Revolte von Henry Stafford, 2. Duke of Buckingham gegen den König auf, und im Februar 1484 durfte er Richards uneheliche Tochter Katherine heiraten. Er erhielt vom König eine Rente von rund 600 Pfund pro Jahr, welche sein Einkommen nahezu verdoppelte, und diente vermutlich Richards Sohn Edward of Middleham als Chamberlain. Dennoch ging er nicht gegen den Freund seiner Kindheit Henry Tudor vor, als dieser 1485 in Wales landete, und unterstützte auch nicht Richard III. in der Schlacht von Bosworth. Der neue König Heinrich VII. vergab ihm offiziell am 22. September 1486, so dass Herbert seine Besitzungen und Ämter behielt.

## Familie und Nachkommen
Aus der Ehe mit Mary Woodville hatte er eine Tochter, Lady Elizabeth Herbert (um 1476–um 1513). Seine zweite Frau Katherine starb vermutlich bereits um das Jahr 1487, denn als William an der Krönung der Cousine seiner ersten Frau, Elizabeth of York, teilnahm, wurde er bereits als Witwer aufgeführt.
Bei seinem Tod erbte seine Tochter Elizabeth seine Ländereien und den Titel Baron Herbert. Sie heiratete 1492 Charles Somerset, der nach ihrem Tod zum Earl of Worcester erhoben wurde. Ihre Besitzungen fielen damit an die Familie Somerset. Der Titel Earl of Pembroke hingegen erlosch mangels direkter männlicher Nachkommen.